# 1142 (szám)
Az 1142 (római számmal: MCXLII) az 1141 és 1143 között található természetes szám.

## A szám a matematikában
A tízes számrendszerbeli 1142-es a kettes számrendszerben 10001110110, a nyolcas számrendszerben 2166, a tizenhatos számrendszerben 476 alakban írható fel.
Az 1142 páros szám, összetett szám, félprím. Kanonikus alakja 21 · 5711, normálalakban az 1,142 · 103 szorzattal írható fel. Négy osztója van a természetes számok halmazán, ezek növekvő sorrendben: 1, 2, 571 és 1142.
Az 1142 egyetlen szám valódiosztó-összegeként áll elő, ez az 1738.

## Csillagászat
- 1142 Aetolia kisbolygó